# Benjamin Rawitz
Benjamin Rawitz (né en 1946 à Haïfa - mort le 29 août 2006 à Bruxelles), est un pianiste israélien. Juif d'origine polonaise, il avait obtenu la nationalité allemande et vivait en Belgique. Il jouait pour le Conservatoire royal de Bruxelles connu pour donner des concerts en Europe, au Japon, aux États-Unis et en Amérique du Sud.
Il a fait ses études à l'Académie Rubin de l'université de Tel-Aviv, au Conservatoire royal de Bruxelles, puis au Conservatoire de musique de Genève. À 15 ans, il faisait déjà partie de l'Orchestre symphonique de Haifa.
Il est mort en août 2006 d'une fracture du crâne, battu à mort par Junior Pashi Kabunda et Laurent Oniemba qui voulaient lui voler sa voiture.